# Chants et contes de Noël
Chants et contes de Noël – album kanadyjskiej piosenkarki Céline Dion, został wydany w Quebecu (Kanada) 5 grudnia 1983. To jej piąty francuski album a drugi świąteczny.

## Historia albumu
Chants et contes de Noël zawiera trzy kolędy „Promenade en traîneau”, „Joyeux Noël” i „Glory Alleluia” z pierwszej świątecznej płyty Céline Dion (Céline Dion chante Noël – 1981). Album promował hit „Un enfant” oryginalnie wykonywany przez Jacques’a Brela.
Chants et contes de Noël został sprzedany w nakładzie 50.000 kopii.

## Lista utworów
1. „Un enfant” – 2:57
2. „Promenade en traîneau” – 2:53
3. „Pourquoi je crois encore au Père Noël” – 5:44
4. „Joyeux Noël” – 2:38
5. „Céline et Pinotte” – 6:14
6. „À quatre pas d’ici” – 3:58
7. „Le conte de Karine” – 10:18
8. „Glory Alleluia” – 3:35